# Wilhelm Bohlin
Karl Wilhelm Bohlin, född Carl Vilhelm Bolin den 4 oktober 1869 i Tegelsmora socken, död den 30 oktober 1928 i Malmö (kyrkobokförd i Nikolai församling, Stockholm), var en svensk landskapsmålare. Han var från 1901 gift med Edla Oscaria Andersson. 
Bohlin studerade konst i Düsseldorf och Berlin. Hans konst består av mariner och landskapsmotiv från ett flertal europeiska länder. Han ställde ut separat i några tyska och svenska landsortsstäder samt med Skånes konstförening. Makarna Bohlin är begravda på Revinge kyrkogård.